# Château de Tels-Paddern
Le château de Tels-Paddern (en allemand : Schloss Tels-Paddern, en letton : Tāšu-Padures muižas pils) est un château de style néo-classique situé en Lettonie à Kalvene en Courlande.
C’était la propriété de la famille von Keyserling. Le château est une école publique depuis 1922. 
Le comte Eduard von Keyserling est né et a grandi dans le château. 

## Historique
Le château est construit dans la première moitié du XIXe siècle pour la famille Korfen dans un style néo-classique.
La famille von Keyserling en fait l'acquisition en 1852.
Il était entouré d'un domaine de 10 hectares et servait de résidence d'été et de pavillon de chasse.
En 1855, l'écrivain germano-balte de langue allemande Eduard von Keyserling naquit dans le château et il y passa sa jeunesse.
Avec l'indépendance de la Lettonie en 1918 et la loi de réforme agraire du 16 septembre 1920, les Keyserling sont expropriés et le bâtiment est transformé en école en 1922.